# De Oranjezomer
De Oranjezomer, De Oranjewinter en De Oranjezondag is een Nederlands praatprogramma van SBS6, waarvan de eerste aflevering op donderdag 10 juni 2021 werd uitgezonden. Het programma was aanvankelijk een spin-off van het programma Veronica Inside, maar werd in 2023 opnieuw geïntroduceerd met een andere invulling als vervanging tijdens de zomer- en winterstop van Vandaag Inside.

## Overzicht
| Naam            | Periode                                                        | Uitzendlocatie                         | Presentatie                                                                                | Aantal afl. |
| --------------- | -------------------------------------------------------------- | -------------------------------------- | ------------------------------------------------------------------------------------------ | ----------- |
| De Oranjezomer  | 10 juni 2021 - 11 juli 2021 (ma-zo, 2x per dag, 1x op 10 juni) | Slot Zeist, Zeist                      | Wilfred Genee                                                                              | 63          |
| De Oranjezomer  | 12 juli 2021 – 8 augustus 2021 (ma-zo)                         | Droompark de Zanding, Otterlo          | Wilfred Genee Hélène Hendriks (laatste week)                                               | 28          |
| De Oranjewinter | 20 november 2022 - 18 december 2022 (ma-zo)                    | NEP Studio 2 Media Park, Hilversum     | Wilfred Genee                                                                              | 29          |
| De Oranjezomer  | 3 juli 2023 – 11 augustus 2023 (ma-vr)                         | Kasteelplein, Breda                    | Hélène Hendriks                                                                            | 30          |
| De Oranjewinter | 1 januari 2024 – 12 januari 2024 (ma-vr)                       | NEP Studio 2, Hilversum                | Hélène Hendriks                                                                            | 10          |
| De Oranjezondag | 10 maart 2024 - 19 mei 2024 (zo)                               | NEP Studio 2, Hilversum                | Hélène Hendriks                                                                            | 11          |
| De Oranjezomer  | 20 mei 2024 – 13 juni 2024 (ma-vr)                             | KNVB Campus, Zeist                     | Hélène Hendriks                                                                            | 19          |
| De Oranjezomer  | 15 juli 2024 – 16 augustus 2024 (ma-vr)                        | Nieuwe Luxor Theater, Rotterdam        | Hélène Hendriks                                                                            | 25          |
| De Oranjezondag | 18 augustus 2024 - 3 november 2024 (zo)                        | NEP Studio 2, Hilversum                | Hélène Hendriks                                                                            | 12          |
| De Oranjewinter | 2 januari 2025 t/m 17 januari 2025 (ma-vr)                     | NEP Studio 2, Hilversum                | Hélène Hendriks                                                                            | 12          |
| De Oranjezondag | 19 januari 2025 - 6 april 2025 (zo)                            | NEP Studio 2, Hilversum                | Hélène Hendriks                                                                            | 12          |
| De Oranjezomer  | 26 mei 2025 – 18 juli 2025 (ma-vr, behalve 3 juni)             | Safaripark Beekse Bergen, Hilvarenbeek | Johnny de Mol (26 mei /m 4 juli) Thomas van Groningen (7 juli t/m 18 juli)                 | 39          |
| De Oranjezomer  | 21 juli 2025 - 15 augustus 2025 (ma-vr)                        | NEP Studio 2, Hilversum                | Thomas van Groningen (21 juli t/m 1 augustus) Hélène Hendriks (4 augustus t/m 15 augustus) | 20          |

## 2021
Tijdens de Veronica Inside-uitzending van 5 april 2021, en de volgende ochtend in de Veronica Inside Ochtendshow, werd duidelijk dat het programma in de zomer van 2021 zou gaan uitzenden vanaf Slot Zeist. Eerder maakten Genee, Derksen en Van der Gijp al vergelijkbare reeksen voor RTL, zoals VI Oranje. De Oranjezomer onderscheidde zich van andere sportprogramma's doordat het een mengeling was van sport, actualiteit, discussie, media en muziek. De eerste weken lagen de kijkcijfers ver onder het miljoen, maar een aantal weken later stegen de kijkcijfers net tegen het miljoen.
In de laatste reguliere uitzending van het seizoen 2020/2021, op maandag 17 mei 2021, werd bekendgemaakt dat het programma De Oranjezomer zou gaan heten. Naast het Europees kampioenschap voetbal 2021 zouden ze het programma gaan maken rondom de Olympische Zomerspelen en de Tour de France. Hélène Hendriks werd toegevoegd aan het team voor de verslaggeving en zou de laatste week ook de presentatie voor haar rekening nemen ter vervanging van Genee. In de periode donderdag 10 juni tot en met zondag 11 juli werd er tweemaal daags uitgezonden vanaf Slot Zeist (van 20.00 tot 20.45 uur en van 22.55 tot 23.59 uur), daarna verhuisden ze naar een vakantiepark van Droomparken waarvandaan ze 12 juli tot en met 8 augustus tussen 21.30 en 22.30 uur te zien waren op SBS6.
Naast Genee, Derksen en Van der Gijp schoven ook wisselende gasten aan in het programma, waaronder Dick Advocaat, Wim Kieft, Hans Kraay jr., Jan Boskamp en Valentijn Driessen. De muziek werd afwisselend verzorgd door Danny Vera & The Ordinary Men, The Clarks, Erwin Java & Band of een gastartiest, zoals John de Bever of Waylon. Marcel van Roosmalen maakte een column voor het programma onder de noemer Buitenspel. Ook scheidsrechter Bas Nijhuis, journalist Thomas van Groningen en Chris Woerts waren er af en toe bij. Tijdens de Tour de France was oud-wielrenner Michael Boogerd met enige regelmaat te gast om de gebeurtenissen van die dag te bespreken. Rondom de belangrijke Nederlandse sportevenementen op de Olympische Spelen schoven er verschillende (oud-)sporters aan, zoals Jacques Brinkman, Estavana Polman, Gregory Sedoc, Leontien van Moorsel en Chatilla van Grinsven. Ook waren Klaas Dijkhoff, Caroline van der Plas en Youp van 't Hek een keer te gast in het programma.

## 2022
Tijdens het wereldkampioenschap voetbal 2022 in Qatar waren de drie heren te zien met de De Oranjewinter. Dit programma werd ook in het weekend gemaakt.
Er schoven wederom wisselende gasten aan, waaronder de reguliere gezichten die bij Vandaag Inside en Veronica Offside te zien zijn. Marcel van Roosmalen maakte columns voor het programma. Noa Vahle deed verslag van het eindtoernooi vanuit het gastland.

## 2023
In de zomer van 2023 verving Hélène Hendriks het programma Vandaag Inside tijdens de zomervakantie. Er werd gekozen om de naam De Oranjezomer weer te gebruiken. Zij wordt iedere week bijgestaan door een vaste tafelgast. Zo zijn Özcan Akyol, Rutger Castricum, Fidan Ekiz, Youri Mulder, Jack van Gelder en Jeroen Pauw de vaste weekgast geweest. De andere twee gasten aan tafel rouleren. De gastenpoule bestaat onder andere uit Robert Doornbos, Estavana Polman, Raymond Mens, Jan Slagter, Sander de Kramer, Job Knoester, Pieter Cobelens, Victor Vlam en politiek verslaggevers Sam Hagens en Merel Ek van Hart van Nederland. 
Het programma werd uitgezonden vanaf het Kasteelplein in Breda voor de Koninklijke Militaire Academie.

## 2024
In de eerste twee weken van januari 2024 presenteerde Hendriks het avondpraatprogramma onder de naam De Oranjewinter vanuit NEP Studio 2 op het Media Park in Hilversum.
Sinds maart 2024 wordt het programma in de periodes dat Vandaag Inside wel op televisie is op zondagavond uitgezonden als De Oranjezondag.
In de zomer van 2024 keerde De Oranjezomer weer terug, ditmaal vanuit de KNVB Campus in Zeist. Het werd van 14 juni tot en met 14 juli 2024 niet uitgezonden vanwege het EK voetbal. Toen keerde Vandaag Inside tijdelijk terug als Vandaag Inside Oranje. Op 15 juli 2024 werd het programma hervat vanuit het Nieuwe Luxor Theater in Rotterdam. De gehele zomer van 2024 was Jack van Gelder de vaste tafelgast.

## 2025
In de zomer van 2025 was Vandaag Inside 12 weken van de zender af, waarbij het werd vervangen door De Oranjezomer.
Hendriks zou de eerste acht weken presenteren. Voor de laatste vier weken werd Johnny de Mol bereid gevonden.
Op 2 mei 2025 werd echter bekendgemaakt dat Johnny de Mol ook de eerste vier weken van De Oranjezomer ging presenteren omdat Hendriks geopereerd moet worden en daardoor deze weken niet kon presenteren. Hij deed dit wel, zoals stond gepland, vanuit Safaripark Beekse Bergen.
Omdat het herstel van Hélène langer duurt dan werd verwacht nam Johnny de Mol de presentatie over tot 4 juli en de weken daarna werden overgenomen door Thomas van Groningen. Hij presenteerde het programma dan net zo lang tot Hélène kon terugkeren. Hélène keerde op 4 augustus terug.
Ze presenteerde uiteindelijk de laatste twee weken van het programma, maar moest dit wel staand doen.
Omdat ook Eredivisie-wedstrijden en de voorrondes van de Europese voetbaltoernooien die in deze weken plaatsvinden worden besproken worden kent het programma veel kritiek van de kijkers. Ze vonden dat het programma daardoor teveel over voetbal ging en daardoor meer leek op een voetbaltalkshow zoals Voetbal Inside.
Op 31 augustus 2025 is Hendriks terug met een nieuw seizoen van de De Oranjezondag.